# Peru (Indiana)
Peru is een plaats (city) in de Amerikaanse staat Indiana en valt bestuurlijk gezien onder Miami County. Het is de geboorteplaats van zanger en componist Cole Porter.

## Demografie
Bij de volkstelling in 2000 werd het aantal inwoners vastgesteld op 12.994.
In 2006 is het aantal inwoners door het United States Census Bureau geschat op 12.719, een daling van 275 (-2.1%).

## Geografie
Volgens het United States Census Bureau beslaat de plaats een oppervlakte van
12,1 km², waarvan 12,0 km² land en 0,1 km² water. Peru ligt op ongeveer 198 m boven zeeniveau.

## Plaatsen in de nabije omgeving
De onderstaande figuur toont nabijgelegen plaatsen in een straal van 16 km rond Peru.

## Geboren in Peru
- Cole Porter (1891-1964), componist